# Winter Garden (Florida)
Winter Garden è un comune degli Stati Uniti d'America, situato in Florida, nella contea di Orange.